# Суданский совет церквей
Суданский совет церквей (англ. Sudan Council of Churches, SCC) — это организация, объединяющая шесть церквей, расположенных в Южном Судане. 

## Миссия
Совет работает для того, чтобы дать возможность церквям-членам приобретать соответствующие навыки и ресурсы для свидетельствования и служения. Совет является членом Содружества христианских советов и церквей Великих озёр и Африканского Рога и Всемирного совета церквей. Совет имеет пять региональных отделений: Северный Судан, Западный Судан, Верхний Нил, Бахр-эль-Газаль и отделение Экваториального региона. 
Центр совета располагается в Хартуме, Судан.

## История
Совет основан в 1965 году в Судане. 
Из-за гражданской войны, которая продолжалась в Судане в течение 21 года, Суданский совет церквей не смог охватить многих людей в южных и маргинализированных районах Судана. Таким образом, церкви-члены, присутствующие в этих регионах, в 1989 году сформировали Совет церквей Нового Судана (англ. New Sudan Council of Churches, NSCC). Членами Совета церквей Нового Судана были Римско-католическая церковь, Епископальная церковь Судана, Пресвитерианская церковь Судана, Африканская внутренняя церковь, Суданская пятидесятническая церковь и Внутренняя церковь Судана Наряду с заявленной целью христианского братства, он активно занимается поддержкой национального примирения и защитой прав человека.  
Несмотря на то, что в северном и южном Судане советы действовали как отдельные организации, они работали как один орган с двумя лицами. Сформированный в 1989–1990 годах под руководством епископа Париде Табана, Совет церквей Нового Судана выступал в качестве посредника в мирных переговорах во время Второй гражданской войны в Судане. Наиболее широко сообщалось об успехе совета в переговорах о прекращении межэтнической борьбы народа Нуэр в 1999 году. Переговоры в деревне Вунлит привели к созданию Освободительного движения Южного Судана, объявившего себя нейтральным в конфликте. По мнению Джона Прендергаста из Международной кризисной группы, прогресс, достигнутый в примирении фракций, возникший после того, как Риек Мачар и Лам Акол покинули Вооружённые силы Южного Судана в 1994 году, во многом является результатом работы совета. Европейско-Суданский совет по связям с общественностью заявлял, что совет чрезмерно связан с политическим руководством и целями Вооружённых сил Южного Судана.  
В мае 2007 года оба существовавших порознь совета вновь объединились в Суданский совет церквей в его нынешнем виде. Все программы, которые ранее осуществлялись двумя советами отдельно, находятся под одной администрацией. 

## Внешние ссылки
- Содружество христианских советов и церквей Великих озер и Африканского Рога — официальный веб-сайт
- Содружество христианских советов и церквей Великих озер и Африканского Рога в списке членов Всемирного совета церквей